# Milin amerykański
Milin amerykański (Campsis radicans (L.) Seem.) – gatunek ozdobnego pnącza należącego do rodziny bignoniowatych. Pochodzi ze Stanów Zjednoczonych (południowo-wschodnie stany), ale jest uprawiany w wielu innych regionach świata, również w Polsce.

## Morfologia

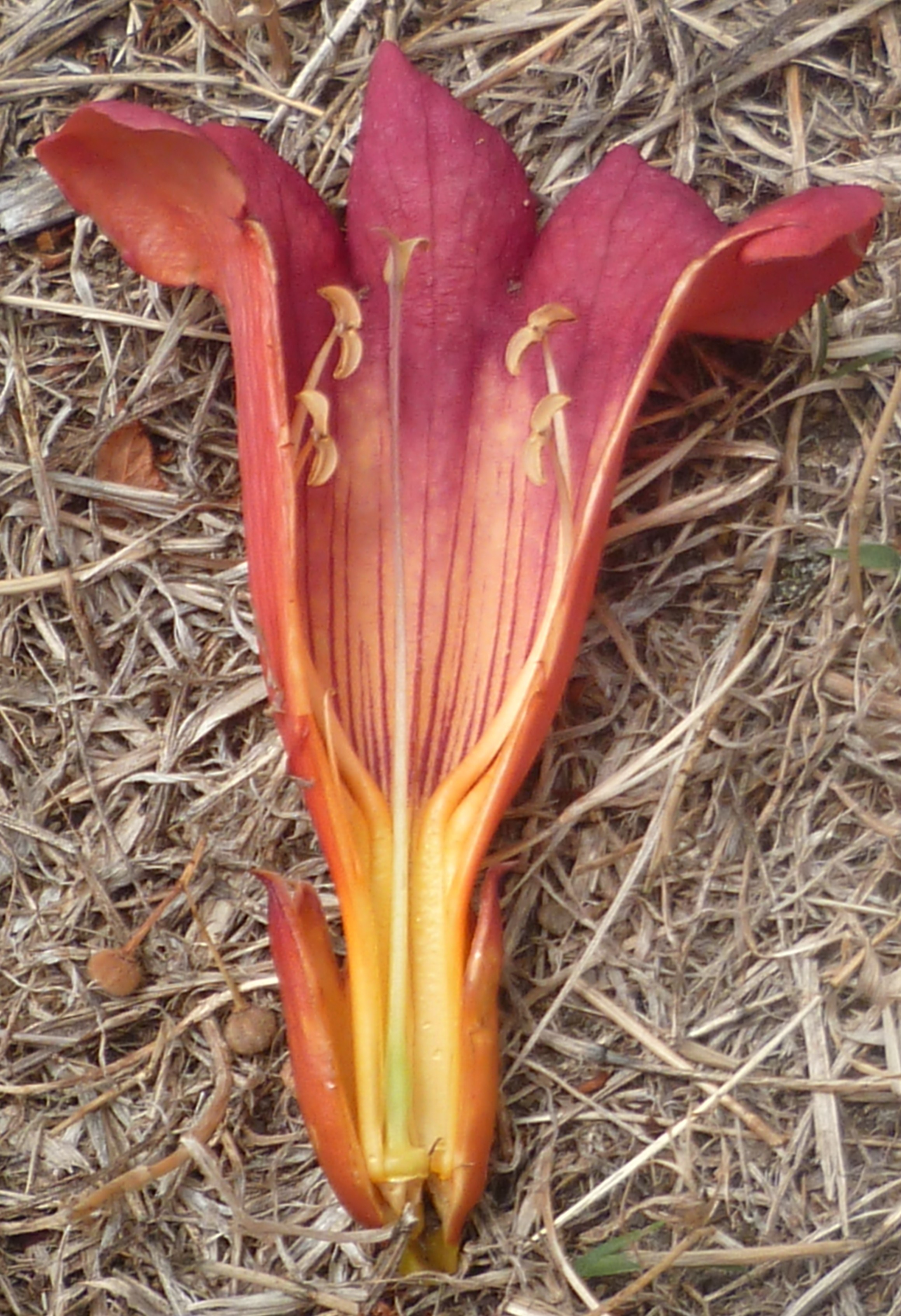
Wnętrze kwiatu

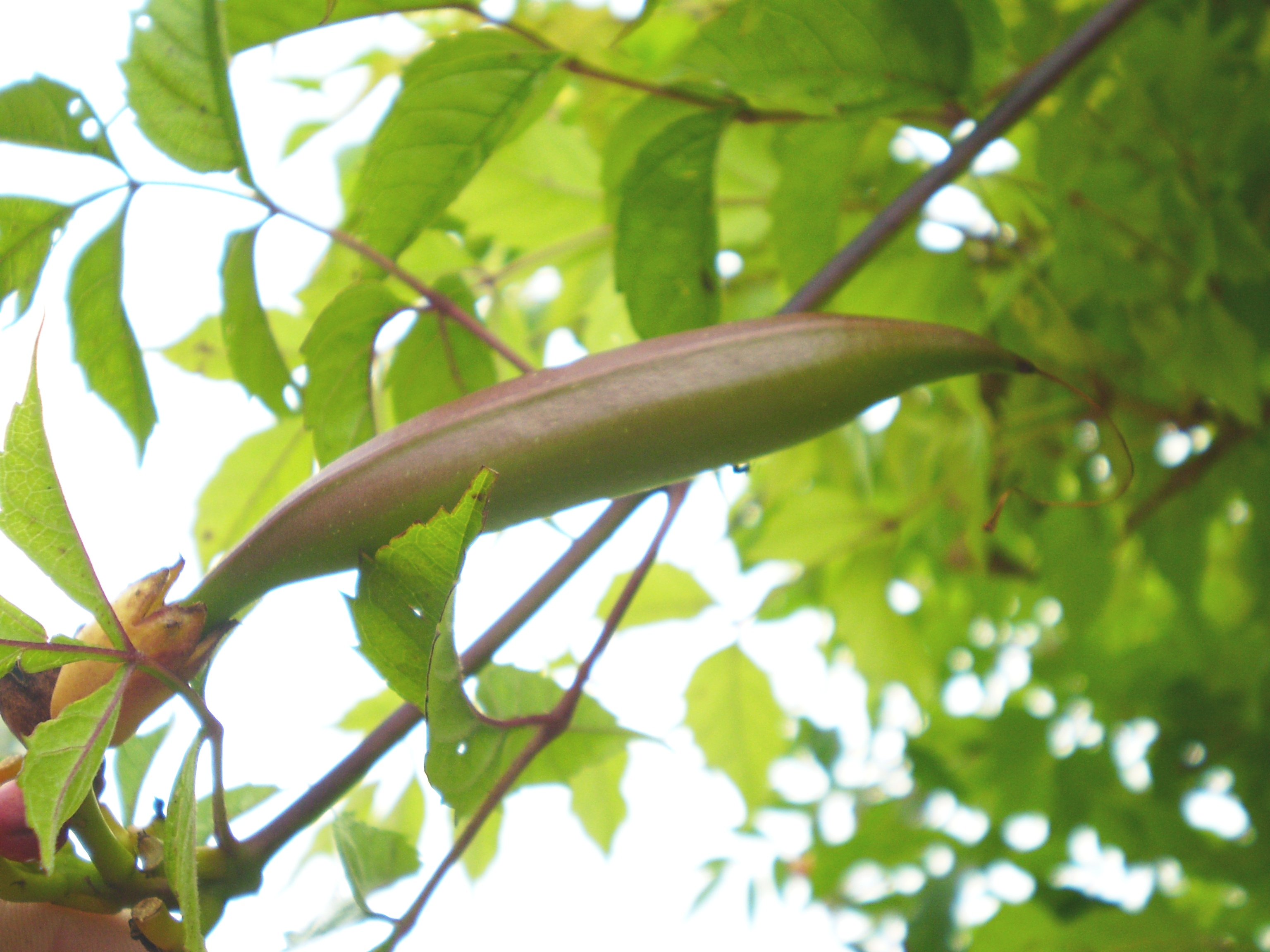
Owoc milinu

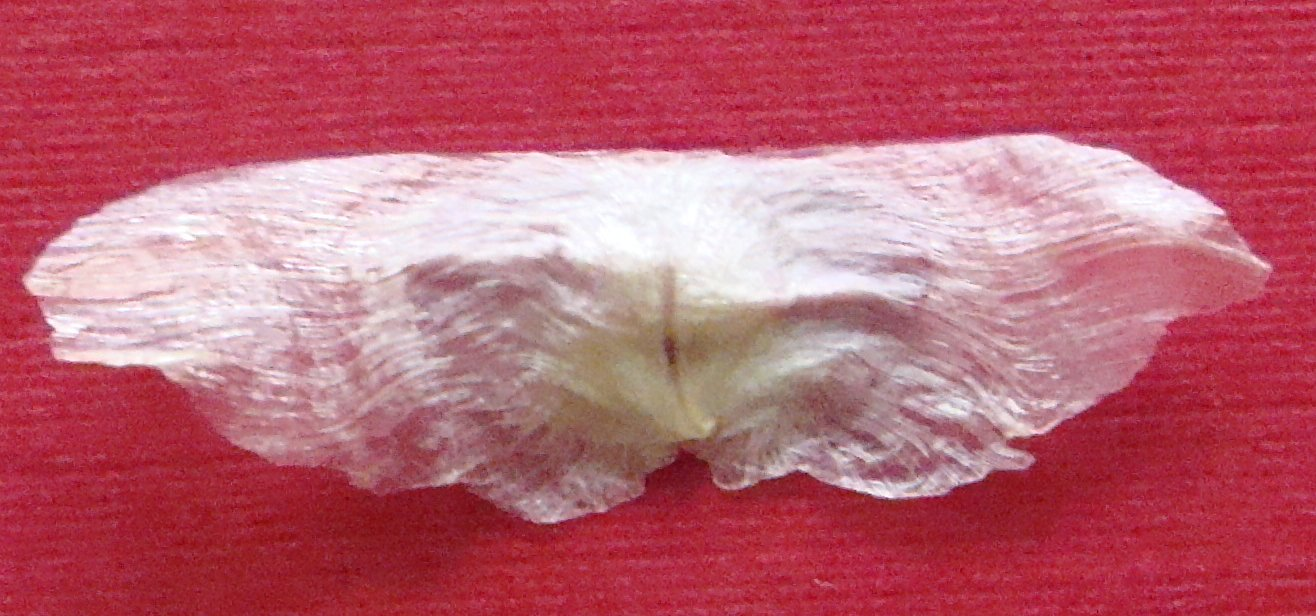
Nasiono

ŁodygaDorasta do 10 m długości. Grube, słabo wijące się pędy, jednak przytwierdzające się do ścian i skał za pomocą licznych korzonków przybyszowych.
LiścieDuże, do 30 cm, nieparzystopierzaste, piłkowane, ciemnozielone.
KwiatyOd lipca do września. Zależnie od odmiany: jaskrawopomarańczowe, pomarańczowoczerwone, szkarłatne lub żółte. Kwiaty zrosłopłatkowe, trąbkowate, długości 6–9 cm.
OwocMimo że silnie przypomina młode strąki bobu, jest w rzeczywistości torebką, dochodzącą do 12 cm długości. Torebka jest z obu stron ostro zakończona, a wzdłuż dwóch szwów (dwa owocolistki) ściśnięta, tworząc wyraźne kanty. Ścianki są twarde i silnie zdrewniałe z rzadkimi przetchlinkami w niewielkich zagłębieniach przypominających oczy (otwór przetchlinki jest jak źrenica).
Torebka jest przedzielona na pół przegrodą, początkowo dość grubą i mięsistą. Nasiona są dwuczęściowe, płaskie i skrzydełkowato obłonione. Ułożone są w szeregu jedno za drugim i wielokrotnie przykryte skrzydełkami kolejnych nasion. Dojrzałe torebki brązowieją, wysychają i pękają, a dojrzałe nasiona są roznoszone przez wiatr. Kiełkują po zimie, gdyż wymagają stratyfikacji. W warunkach Europy Środkowej milin rozmnaża się w hodowli przez odkłady. Obecność owoców zanotowano w zachodniej części Polski.

## Zastosowanie
Uprawiany od 1640 r. jako roślina ozdobna. Jest w pełni mrozoodporny (strefy mrozoodporności 4–10), jest też odporny na choroby. Wymaga gleb żyznych, miejsc ciepłych, nasłonecznionych, ale osłoniętych. Rozmnaża się go przez sadzonki, przez nasiona lub przez odkłady. By nie rósł zbyt duży, jest silnie skracany wiosną lub jesienią, dodatkowo przycinane są pędy z poprzedniego roku, na których były kwiaty między 2 a 4 pąkiem. Roślina polecana jest do sadzenia przy południowych ścianach, ogrodzeniach, altanach oraz pergolach.

## Kultywary
'Atropurpurea', 'Coccinea', 'Flamenco', 'Flava', 'Florida', 'Gabor', 'Indian Summer', 'Madame Galen', 'Praecox', 'Rubra', 'Sanguinea', 'Speciosa', 'Ursynów'.